# Грос-Иппенер
Грос-Иппенер (нем. Groß Ippener) — община в Германии, в земле Нижняя Саксония.
Входит в состав района Ольденбург. Подчиняется управлению Харпштедт. Население составляет 1125 человек (на 31 декабря 2010 года). Занимает площадь 28,06 км².
Коммуна подразделяется на 4 сельских округа.
| Год  | Население |
| ---- | --------- |
| 1990 | 936       |
| 1995 | 1020      |
| 2000 | 1126      |
| 2005 | 1144      |
| 2010 | 1140      |